# Nothrus
Nothrus – rodzaj roztoczy z kohorty mechowców i rodziny Nothridae.
Rodzaj ten został opisany w 1836 roku przez Carla Ludwiga Kocha. Gatunkiem typowym wyznaczono Nothrus palustris.
Mechowce te mają sensilusy nitkowate, szczeciniaste lub wrzecionowate. Epimera z silną neotrichią, na pierwszych po 5 do 7 szczecin. Tarczki genitalne i analne zajmują całą brzuszną część ciała z tyłu od epimerów. Na ich ciele znajduje się 9 par szczecin genitalnych, 2 pary szczecin analnych i 3 pary szczecin adanalnych. Szczeciny aggenitalne nie występują.
Rodzaj kosmopolityczny.
Należy tu 78 opisanych gatunków:
- Nothrus akitaensis Fujikawa, 1999
- Nothrus anauniensis Canestrini et Fanzago, 1876
- Nothrus angolensis Balogh, 1958
- Nothrus ashoroensis Fujikawa, 1999
- Nothrus asiaticus Aoki et Ohnishi, 1974
- Nothrus bacilliseta Fujikawa, 2006
- Nothrus basilewskyi Balogh, 1958
- Nothrus baviensis Krivolutsky, 1998
- Nothrus becki Balogh et Mahunka, 1981
- Nothrus biciliatus Koch, 1841
- Nothrus bicolor Koch, 1844
- Nothrus bispinosus Koch, 1839
- Nothrus borussicus Sellnick, 1928
- Nothrus brasilensis Pérez-Íñigo et Baggio, 1988
- Nothrus brevirostris (Ewing, 1910)
- Nothrus coniferus Gordeeva et Karppinen, 1984
- Nothrus corticalis Karpelles, 1893
- Nothrus cotopaxiensis Kuty, 2007
- Nothrus crassisetus Mahunka, 1982
- Nothrus crinitus (Berlese, 1916
- Nothrus discifer Hammer, 1961
- Nothrus espinarensis Beck, 1962
- Nothrus ezoensis Fujikawa, 1999
- Nothrus flagellum Csiszár, 1961
- Nothrus glaesarius Kuty, 2007
- Nothrus gracilis Hammer, 1961
- Nothrus hatanoensis Fujikawa, 1999
- Nothrus hauseri Mahunka, 1974
- Nothrus ifeensis Badejo, Woas et Beck, 2002
- Nothrus incavatus Badejo, Woas et Beck, 2002
- Nothrus ishikariensis Fujikawa, 1999
- Nothrus jaliscoensis Palacios-Vargas e Iglesias, 1997
- Nothrus lasebikani Badejo, Woas et Beck, 2002
- Nothrus leleupi Balogh, 1958
- Nothrus longipilus (Berlese, 1910)
- Nothrus lucunosus Sergienko et Melamud, 1993
- Nothrus lugubris Canestrini, 1898
- Nothrus macedi Beck, 1962
- Nothrus madagascarensis Mahunka, 2000
- Nothrus magnus Palacios-Vargas e Iglesias, 1997
- Nothrus meakanensis Fujikawa, 1999
- Nothrus minimus Koch, 1844
- Nothrus monodactylus (Berlese, 1910)
- Nothrus montanus Krivolutsky, 1998
- Nothrus monticola Hammer, 1961
- Nothrus mystax Mahunka, 1986
- Nothrus niedbalai Kuty et Olszanowski, 2006
- Nothrus oblongus Hammer, 1961
- Nothrus obsoletus (Koch, 1841)
- Nothrus oceanicus Sellnick, 1959
- Nothrus olszanowskii Kuty, 2006
- Nothrus ovivorus Packard, 1868
- Nothrus pallidus Kuty, 2006
- Nothrus palustris Koch, 1839
- Nothrus perezinigoi Mahunka, 1980
- Nothrus peruensis Hammer, 1961
- Nothrus pileiformis Karpelles, 1884
- Nothrus piriformis Kuty, 2006
- Nothrus posticus Koch, 1839
- Nothrus praeoccupatus Subías, 2004
- Nothrus pratensis Sellnick, 1928
- Nothrus pulchellus (Berlese, 1910)
- Nothrus pumilatus Golosova et Karppinen, 1985
- Nothrus quadripilus Ewing, 1909
- Nothrus reticulatus Sitnikova, 1975
- Nothrus reunionensis Mahunka, 1978
- Nothrus sadoensis Fujikawa, 1999
- Nothrus senegalensis Mahunka, 1992
- Nothrus septatus Golosova et Karppinen, 1985
- Nothrus seropedicalensis Badejo, Woas et Beck, 2002
- Nothrus seychellensis Warburton, 1912
- Nothrus shapensis Krivolutsky, 1998
- Nothrus silvestris Nicolet, 1855
- Nothrus silvicus Jacot, 1937
- Nothrus springsmythi Sheals, 1965
- Nothrus suramericanus Hammer, 1958
- Nothrus taisetsuensis Fujikawa, 1999
- Nothrus truncatus Banks, 1895
- Nothrus undulatus Hirauchi et Aoki, 2003
- Nothrus willmanni Mahunka, 1983